# أوسكار ألبوكيرك
أوسكار ألبوكيرك (بالإسبانية: Oscar Albuquerque)‏ هو شخصية أعمال ولاعب كرة قدم ومدرب كرة قدم بيروفي وكندي في مركز الوسط، ولد في 4 سبتمبر 1954 في ليما في بيرو. لعب مع شيكاغو ستينغ ولوس أنجلوس لايزرز.